# 中江和仁
中江和仁（日語：なかえ かずひと，1981年—），日本導演，代表作有《昨日的美食》、《大豆田永久子與三個前夫》。

## 導演作品

### 電視劇
- 昨日的美食 （2019年4月-6月、東京電視台)
- 昨日的美食 特別篇（2020年1月、東京電視台)
- 大豆田永久子與三個前夫（2021年4月-6月、關西電視台）

### 電影
- 愛上謊言的女人（2018年）
- 劇場版昨日的美食 (2021年）

## 獎項
- 第101回日劇學院賞最佳導演獎（昨日的美食）
- 第108回日劇學院賞最佳導演獎（大豆田永久子與三個前夫）